# Aglaopus stramentaria
Aglaopus stramentaria är en fjärilsart som beskrevs av Lucas 1898. Aglaopus stramentaria ingår i släktet Aglaopus och familjen Thyrididae. Inga underarter finns listade i Catalogue of Life.